# Jonathan McKain

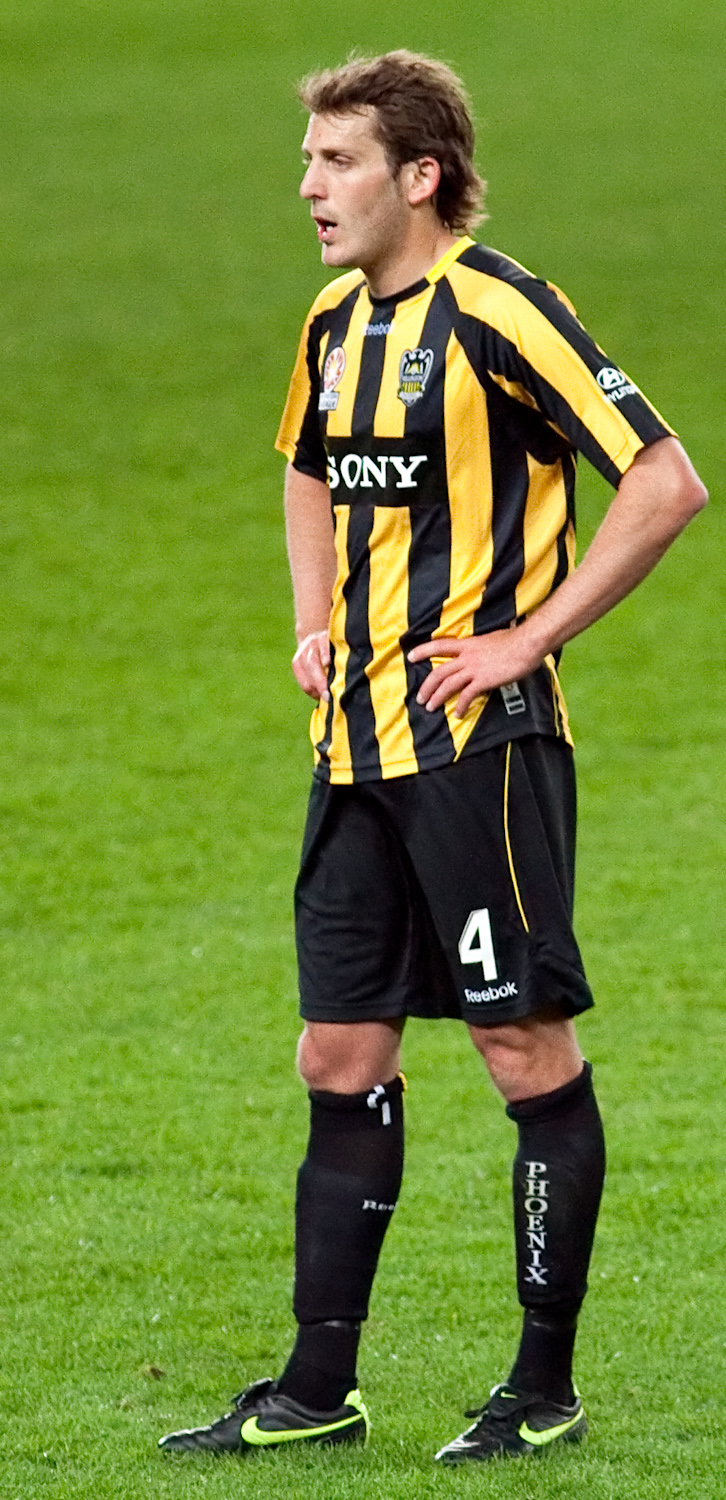
Jonathan McKain

Jonathan McKain (Brisbane, 21 september 1982) is een Australische voetballer van Schotse afkomst. Hij speelt sinds 2011 als verdediger bij Adelaide United.

## Clubvoetbal
McKain speelde in eigen land van 1999 tot 2003 voor Brisbane Strikers. In 2003 vertrok hij naar Roemenië. In dit land speelde McKain voor FC Naţional Bucureşti (2003-2005), FCU Politehnica Timişoara (2005-2008) en Wellington Phoenix FC (2008-2010). Sinds 2010 speelt hij voor Al-Nassr.
| Seizoen   | Club               | Land          | Wedstrijden | Goals |
| --------- | ------------------ | ------------- | ----------- | ----- |
| 1999/2000 | Brisbane Strikers  | Australië     | 10          | 0     |
| 2000/2001 | Brisbane Strikers  | Australië     | 14          | 1     |
| 2001/2002 | Brisbane Strikers  | Australië     | 24          | 0     |
| 2002/2003 | Brisbane Strikers  | Australië     | 19          | 2     |
| 2003/2004 | FC Bucharest       | Roemenië      | 28          | 0     |
| 2004/2005 | FC Bucharest       | Roemenië      | 19          | 0     |
| 2005/2006 | Timisoara          | Roemenië      | 24          | 0     |
| 2006/2007 | Timisoara          | Roemenië      | 29          | 1     |
| 2007/2008 | Timisoara          | Roemenië      | 13          | 1     |
| 2008/2009 | Wellington Phoenix | Nieuw-Zeeland | 18          | 0     |
| 2009/2010 | Wellington Phoenix | Nieuw-Zeeland | 20          | 2     |
| 2010/2011 | Al-Nassr           | Saoedi-Arabië | 21          | 1     |
| 2011/2012 | Adelaide United    | Australië     | 15          | 0     |

## Nationaal elftal
McKain debuteerde in 2004 in het Australisch nationaal elftal. Hij behoorde tot de selecties van de Socceroos voor de Olympische Spelen 2004 en de Confederations Cup 2005. McKain speelde veertien interlands.